# Andreas Brehme
Pour les articles homonymes, voir Brehme (homonymie).
Andreas « Andy » Brehme, né le 9 novembre 1960 à Hambourg et mort le 20 février 2024 à Munich, est un footballeur international allemand jouant au poste de défenseur.
Il est surtout connu pour avoir marqué le seul but de la finale de la Coupe du monde 1990 donnant la victoire de l'équipe d'Allemagne.

## Biographie
Andreas Brehme commence sa carrière au HSV Barmbek-Uhlenhorst avant de signer en 1980 au 1.FC Sarrebruck et un an plus tard au 1.FC Kaiserslautern. En 1987, il remporte la Supercoupe d'Allemagne et le championnat avec le Bayern Munich. Il poursuit sa carrière en Italie, à l'Inter Milan. Le club est sacré en championnat d'Italie en 1989 et remporte la Coupe UEFA en 1991. Après une saison au Real Saragosse, il retourne à Kaiserslautern où il remporte la Coupe d'Allemagne en 1996 et le championnat en 1998.
En équipe nationale, il dispute 86 matches internationaux entre 1984 et 1994 et inscrit 8 buts (dont quatre en phase finale de Coupe du monde). Brehme participe à trois Coupes du monde, en 1986, 1990 et 1994. Il remporte l'édition 1990, inscrivant sur penalty le seul but de la finale face à l'Argentine.
L'une des particularités de Brehme était de pouvoir jouer avec autant d'adresse avec ses deux pieds. Il avait pour habitude de tirer les penalties avec son pied droit et de tirer les coups francs avec son pied gauche. En 1998, il met un terme à sa carrière de footballeur professionnel et entame une carrière d'entraîneur.
Andreas Brehme meurt le 20 février 2024 à l'âge de 63 ans, à la suite d'une crise cardiaque.

## Palmarès

### En club
- Vainqueur de la Coupe de l'UEFA en 1991 avec l'Inter Milan
- Champion d'Allemagne en 1987 avec le Bayern Munich et en 1998 avec le 1.FC Kaiserslautern
- Champion d'Italie en 1989 avec l'Inter Milan
- Vainqueur de la Coupe d'Allemagne en 1996 avec le 1.FC Kaiserslautern
- Vainqueur de la Supercoupe d'Allemagne en 1987 avec le Bayern Munich
- Finaliste de la Coupe d'Europe des Clubs Champions en 1987 avec le Bayern Munich
- Finaliste de la Coupe d'Espagne en 1993 avec le Real Saragosse

### En équipe d'Allemagne
- 86 sélections et 8 buts entre 1984 et 1994
- Vainqueur de la Coupe du Monde en 1990
- Participation à la Coupe du monde en 1986 (Finaliste), en 1990 (Vainqueur) et en 1994 (1/4 de finaliste)
- Participation au Championnat d'Europe des Nations en 1984 (Premier Tour), en 1988 (1/2 finaliste) et en 1992 (Finaliste)